# Мирчешти (Васлуј)
Мирчешти (рум. Mircești) насеље је у Румунији у округу Васлуј у општини Такута. Oпштина се налази на надморској висини од 194 m.

## Становништво
Према подацима из 2002. године у насељу је живело 324 становника, од којих су сви румунске националности.